# Arnaud-Guilhem
Arnaud-Guilhem település Franciaországban, Haute-Garonne megyében. Lakosainak száma 231 fő (2022. január 1.). Arnaud-Guilhem Laffite-Toupière, Auzas, Castillon-de-Saint-Martory, Proupiary és Saint-Martory községekkel határos.

## Népesség
A település népességének változása:
| Lakosok száma | 198  | 191  | 191  | 198  | 232  | 232  | 231  | 227  | 228  | 231  |
|               | 1968 | 1982 | 1990 | 2006 | 2013 | 2015 | 2017 | 2019 | 2020 | 2022 |